# Planet Sketch
Planet Sketch is een Canadees gecomputeranimeerd programma dat bestaat uit verschillende korte tekenfilmpjes die ieder ongeveer 40 seconden duren. Het werd sinds februari-maart 2006 door de kinderzender Jetix uitgezonden en tegenwoordig door Disney XD.

## Personages
- Lottie Snottie: een meisje dat van alles uit haar neus peutert, van een blikje spaghetti tot een fiets.
- De Straatjongens: drie jongens die zich voordoen als straatjongeren. Meestal rappen ze, maar zodra ze het idee krijgen dat niemand kijkt doen ze kinderachtige dingen, waarna een klein jongetje ze betrapt.
- Ninja Handyman: een ninja die allerlei alledaagse klusjes in en rond het huis oplost.
- Melville: een dansende kat.
- Sophietje: een meisje dat lichaamsdelen in muziekinstrumenten kan veranderen. Op de melodie die zij speelt, danst Melville.
- Kapitein Grappig: een groene jongen die zich als superheld verkleedt, maar het leven van een familie zuur maakt door altijd flauwe moppen te vertellen.
- De drie tuinkabouters: drie tuinkabouters die het leuk vinden mensen bang te maken.
- Dokter Dino: een dinosauriër die doet alsof hij dokter is en voortdurend patiënten wil opeten, wat echter mislukt.
- 2 Astronauten en de Computer: twee astronauten die de ruimte ontdekken met een computer die niet vaak meewerkt.
- Japanse vechtvissen: 3 Japanse vissen die op allerlei manieren willen aantonen hoe 'link' ze zijn.
- Het Kindje en de Knuffelbeer: een beer wil het kindje steeds knuffelen, maar het kindje vindt dat hij te oud is voor de knuffelbeer.
- 2 Journaalpresentatoren: maken in het Journaal voortdurend ruzie waarna ze beginnen te flirten met elkaar.
- Lodewijk en Tante: Lodewijk(een paard) heeft last van winderigheid op de meest gênante momenten, en zijn tante probeert dat meestal te voorkomen
- Servetje Eekhoorn: een servet in de vorm van een eekhoorn die uitlegt wat hij wel en niet leuk vindt.
- Luie Stoel: een dochter die zich schaamt voor haar moeder, die een stoel is.